# Геология Фарерских островов
Фарерские острова лежат на Евразийской плите между Шотландией, Норвегией и Исландией. Острова имеют вулканическое происхождение и состоят из трех слоев базальта. Возраст этой породы составляет от 54 до 58 миллионов лет, причем самый древний материал находится на дне.
Фарерские острова были образованы в течение нескольких миллионов лет, около 55 миллионов лет назад в раннем палеогене, когда Европа и Гренландия начали отделяться. Бесчисленные извержения вулканов образовали огромное базальтовое плато, которое охватывало почти весь регион Фарерских островов, а также юго-восточную часть Гренландии. Проще говоря, каждый поток базальтовой лавы современных Фарерских островов представляет собой одно извержение вулкана в течение этого периода времени.
Некоторые извержения вулканов породили объемные пластовые потоки, каждый из которых имеет толщину в несколько десятков метров и охватывает сотни квадратных километров. Другие извержения создавали сложные лавовые потоки, каждый из которых состоял из нескольких тонких базальтовых слоев. Некоторые извержения были сильными и производили большие объемы вулканического пепла, который можно найти между потоками лавы. Другие слои между базальтовыми слоями содержат вулканические и другие отложения, которые указывают на длительные интервалы времени между извержениями, с богатой растительностью, укореняющейся в субтропическом климате, и с местной эрозией или отложением осадков в реках и неглубоких озерах.
Один вулканически тихий период времени был особенно продолжительным и привел к отложению нескольких осадочных слоев различного состава, включая слои, богатые органическим материалом, которые впоследствии породили значительные объемы угля. В последнее время уголь добывается из шахт, расположенных между базальтовыми потоками вблизи северных деревень Сувурой.
За 54 миллиона лет, прошедших с момента извержения последнего потока, тектоника плит постепенно отодвинула Фарерские острова от активной вулканической области, которая сегодня сосредоточена в Исландии и вдоль Срединно-Атлантического хребта. Тем временем большая часть плато Фарер–Роколл опустилась ниже уровня моря, а эрозионные силы — особенно в течение последних нескольких миллионов лет чередующихся ледниковых и межледниковых периодов — придали ландшафту его современный вид.
Общая толщина вулканических и промежуточных слоев горных пород на Фарерских островах составляет более 6 километров, из которых только 900 метров находятся над нынешним уровнем моря. Скважина глубиной 3,5 километра рядом с Сувурой выявила детали нижних пластов.